# پاک‌سازی دیسک
پاک‌سازی دیسک (به انگلیسی: Disk Cleanup) (cleanmgr.exe) ابزاری تعمیری در سیستم‌عاملهای طراحی شرکت مایکروسافت است که در آزاد کردن و بهینه کردن فضای دیسک سخت یک رایانه کاربرد دارد.
این ابزار در آغاز به جستجوی پرونده‌هایی که دیگر هیچ کاربردی ندارند و استفاده نمی‌شوند و تجزیه و تحلیل آن‌ها در دیسک سخت می‌پردازد و سپس این پرونده‌های غیرضروری را پاک‌سازی می‌نماید.
پرونده‌ها برای حذف اختیاری از سوی کاربر، به دسته‌های زیر تقسیم می‌شوند:
- پرونده‌های قدیمی فشرده
- پرونده‌های موقتی اینترنت
- پرونده‌های موقتی ویندوز
- پرونده‌های برنامه‌های دانلود شده
- سطل زباله ویندوز
- حذف از برنامه‌های کاربردی بدون استفاده یا اجزای اختیاری ویندوز
- پرونده‌های گزارشی
- پرونده‌های مرور خارج از خط (Offline)